# Campost
Campost (укр. Кампост) — національний оператор поштового зв'язку Камеруну зі штаб-квартирою в Яунде. Є державною компанією та підпорядковується уряду Бурунді. Член Всесвітнього поштового союзу.